# Illa de Xàtiva

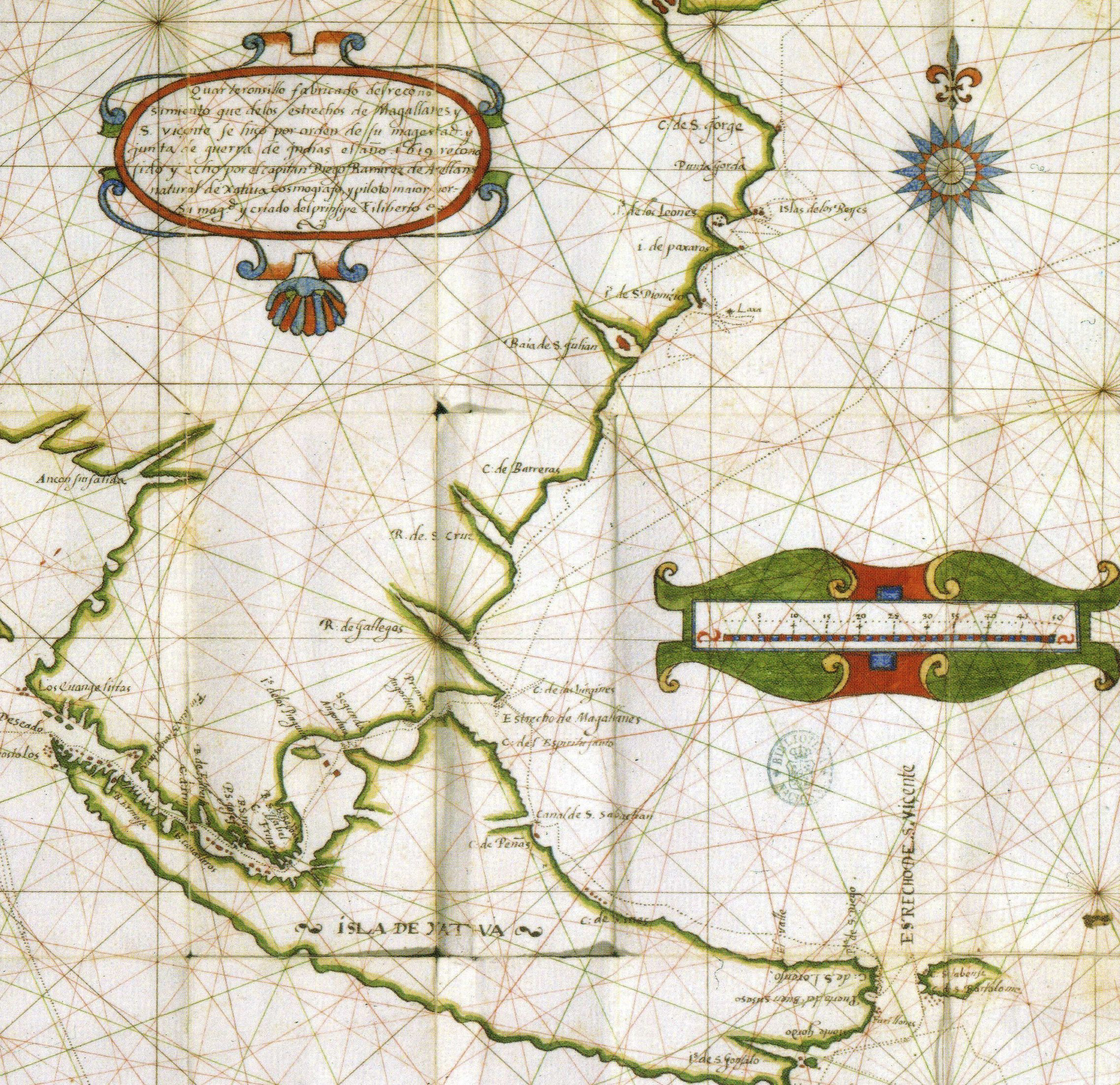
Mapa de Diego Ramírez de Arellano amb l'Illa de Xàtiva i part de la Patagònia

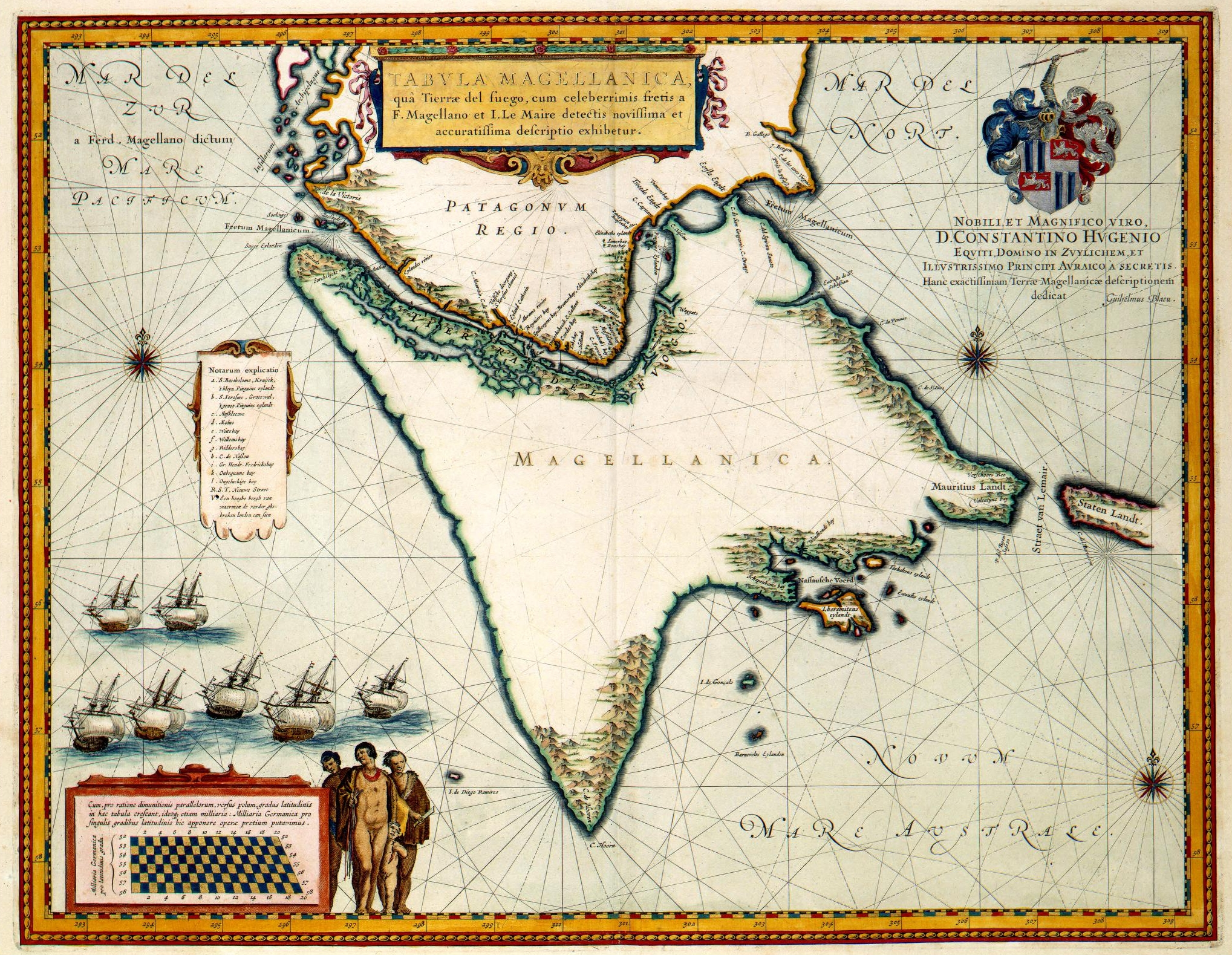
Mapa de 1635 amb el nom de "Terra del fuogo" limitat només a la costa nord (la part que va veure Magalhaes), a l'illa l'anomena Magellanica

L'illa de Xàtiva (castellà: Isla de Xátiva) és la primera denominació que va rebre l'illa principal de l'arxipèlag de la Terra del Foc, illa que actualment es diu Illa Gran de la Terra del Foc (castellà: Isla Grande de Tierra del Fuego).

## Aparició de la denominacióIlla de Xàtiva
Fins a principis del segle xvii es considerava que el que hui es coneix com a Terra del Foc era un continent austral desconegut. Així apareix als mapes de Giacomo Gastaldi 1546 i al d'Abrahamm Ortelius del 1579 sobre l'Oceà Pacífic on es dibuixa una gran massa de terra al sud del continent americà.
Aquesta "suposada" gran massa de terra apareix en els mapes de l'època com: "Terra australis", "Terra magellanica" o també "Terra incognita" encara que al llarg de la seva costa nord apareix el nom de Terra del fuogo. Els motius rauen que, durant l'expedició Magalhães, s'observaren constants focs en aquesta costa nord del que hui és l'illa anomenada Illa Gran de Terra del foc, sembla que provocats pels aborígens. Per això s'anomenà Terra del fuogo la costa nord d'aquest suposat continent, mentre que durant el segle xvii l'illa es va denominar "MAGELLANICA".
Va ser el geògraf i pilot valencià Diego Ramírez de Arellano en 1620 el que confirmà que no es tractava d'un continent, sinó d'una illa. Feta la constatació, Ramírez de Arellano, que era de Xàtiva, va batejar l'illa com Illa de Xàtiva. El motiu pel qual el pilot valencià havia viatjat allí era una encomana reial, arran de notícies prèvies que havien arribat a Europa sobre l'expedició holandesa de Jacob Le Maire. Va ser aleshores que Felip III encarregà a Ramírez de Arellano i als germans Nodal que confirmaren les notícies sobre un possible pas cap a l'oceà Índic al sud de l'estret de Magallanes, de manera que les denominacions de les terres descobertes o cartografiades quedaren oficialitzades immediatament. Al respecte es conserva l'informe que Diego Ramírez de Arellano va fer en qualitat de pilot major de la Casa de Contractació i que es titula El reconocimiento del estrecho de Magallanes y San Vicente. Així mateix es conserva a l'Arxiu Nacional (espanyol) el mapa que podeu veure a la il·lustració adjunta (original o possiblement còpia de Diego Ramírez de Arellano).

## Desaparició i censura de la denominacióIlla de Xàtiva
No és ben clar per què aquesta denominació no s'ha conservat, però segons diu José María López Piñero, la causa va ser el posicionament de la Ciutat de Xàtiva a favor de la causa maulet. Aquesta va conduir al desmesurat càstig de Felip V sobre la ciutat que es coneix com a l'extermini de Xàtiva, la pretensió del qual era no sols fer desaparèixer-la, sinó esborrar-ne, fins i tot, la seua memòria. Per aquest motiu es va eliminar també la denominació Illa de Xàtiva i aquesta no va tornar a aparèixer en cap mapa. El fet que fos substituïda per Terra del Foc es relaciona no sols al fet que fora un nom ja existent, sinó, com ha fet notar l'escriptor de Xàtiva Toni Cucarella, amb el fet que la part més destacada del càstig de Felip V va ser l'incendi patit per Xàtiva el 17 de juny de 1707 (sens dubte, l'incendi més gran patit en les poblacions de la Corona d'Aragó en una de les seues ciutats més grans d'aleshores). L'antic nom esdevingué així una oportuna metàfora del que havia passat a Europa.

## Actualitat
Després que la notícia sobre l'antic nom isquera en premsa el juny del 2007 l'alcalde de Xàtiva i president de la diputació de València Alfonso Rus va proposar recuperar l'antic nom d'una manera o una altra. Tot i la sorpresa amb què la notícia va ser rebuda, ja es coneixia de feia temps que alguna vegada havia existit una "Illa de Xàtiva", car així ho havia recollit Juan Huerta Morrión en una publicació de la Fira de Xàtiva de 1984, i també el Consell Valencià de Cultura en una ponència per al Museu Marítim de València. En aquesta darrera ponència fins i tot es mencionava l'existència del mapa, cosa que Juan Huerta no deia, així com tampoc mencionava que l'Illa de Xàtiva era Terra del Foc. La novetat, per tant, va ser la publicació d'un d'aquestos mapes el juny de 2007.